# S.O.S 나를 구해줘
《S.O.S 나를 구해줘》는 2014년 11월 12일부터 12월 18일까지 KBS 드라마에서 방영된 드라마이다.

## 등장 인물

### 주요 인물
- 안용준 : 김지훈 역
- 김보라 : 정유이 역
- 노행하 : 김다영 역
- 광수 : 유재인 역
- 안혜경 : 마윤희 역
- 선우재덕 : 김지원 역
- 이칸희 : 이상미 역
- 김규종 : 박정준 역

### 그외 학교 사람들
- 임윤정 : 최희정 역
- 김혜원 : 이영림 역
- 박태영 : 김규현 역
- 박장식 : 김민재 역
- 김한 : 박찬휘 역
- 박광재 : 박철현 역
- 강인아 : 이명숙 역
- 홍세연 : 김서진 역

### 특별출연
- 이영하
- 정의갑
- 태우